# Kulin (ban)
Kulin (1163–1204) – ban Bośni od 1180 do 1204 roku. 

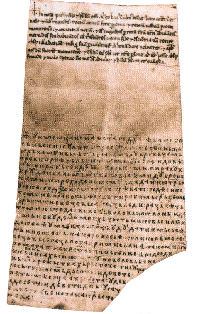
Przywilej Kulina z 1189 roku

Został doprowadzony do władzy przez bizantyjskiego cesarza Manuela I Komnena w 1180 r., po którego śmierci uznał się za lennika węgierskiego. Mimo tego aktu dążył do uzyskania całkowitej niezależności. W 1189 r. obdarzył Dubrownik przywilejem na mocy którego mieszkańcy tego miasta uzyskali pełną swobodę poruszania się po terytorium Bośni bez opłacania cła, w zamian za dobrowolną daninę na rzecz władcy bośniackiego.
W walkach z Węgrami szukał poparcia u dalmatyńskich bogomiłów, ułatwiając im osiedlanie się na terytorium swojego władztwa. Pojawienie się w Bośni heretyckiej sekty zaniepokoiło papieża Innocentego III, który zwrócił się o pomoc do Węgier oraz wysłał do Bośni swojego legata. Węgrzy porywając syna Kulina jako zakładnika, wymusili na nim karę w wysokości 1000 grzywien srebra za nie pozbycie się sekty.
Kulin zmarł w 1204 r. Jego panowanie jest często wspominane jako złoty wiek Bośni. Jego państwo obejmowało dorzecze Bosny, Uskoplje nad górnym Vrbasem oraz Ramę. Jego następcą został jego syn Stefan. 